# Домброва (гміна Ленкі-Шляхецькі)
Домброва (пол. Dąbrowa) — село в Польщі, у гміні Ленки-Шляхецькі Пйотрковського повіту Лодзинського воєводства.
Населення — 81 особа (2011).
У 1975-1998 роках село належало до Пйотрковського воєводства.

## Демографія
Демографічна структура станом на 31 березня 2011 року:
|          | Загалом | Допрацездатний вік | Працездатний вік | Постпрацездатний вік |
| -------- | ------- | ------------------ | ---------------- | -------------------- |
| Чоловіки | 45      | 7                  | 33               | 5                    |
| Жінки    | 36      | 6                  | 23               | 7                    |
| Разом    | 81      | 13                 | 56               | 12                   |